# Galliarda

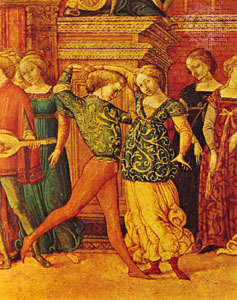
Tanečníci galliardy na vyobrazení z 15. století.

Galliarda (francouzsky gaillarde, italsky gagliarda) je renesanční tanec v 6/4 rytmu. Jedná se o tanec rychlý a skočný, typickým prvkem je čtveřice kroků následovaná delším skokem na poslední dvě doby.
V 16. století byla galliarda velmi populární po celé Evropě, údajně ji ráda tancovala i anglická královna Alžběta I.
Jako hudební forma se galliarda rozšířila až poté, co samotný tanec již vyšel z módy. Najdeme ji například v díle Williama Byrda nebo Orlanda Gibbonse. Často se objevuje ve dvojici s pavanou, kontrastní celek pomalé pavany v sudém taktu a rychlé galliardy v taktu lichém bývá považován za počáteční podobu barokní taneční suity.